# سلیم ادریس
سلیم ادریس سرتیپ بازنشسته و استاد نظامی در ارتش سوریه و هم‌اکنون فرمانده و رئیس سابق ستاد مشرک ارتش آزاد سوریه است.
وی در تاریخ ۸ دسامبر ۲۰۱۲ میلادی از سوی گروه‌های سیاسی مخالف حکومت بشار اسد به این سمت انتخاب شد.

## خانواده
سلیم ادریس در خانواده‌ای فقیر و پرجمعیت در استان حُمص سوریه زاده شد. پدر وی کشاورز بود و خانواده‌اش در نزدیکی دریاچه قطینه در جنوب شهر حُمص زندگی می‌کردند.
وی خود دارای پنج فرزند است.

## سوابق نظامی
وی در نوجوانی برای فرار از فقر جذب ارتش شد و در سال ۱۹۷۷ میلادی از سوی ارتش سوریه برای ادامه تحصیل به مدت شش سال به آلمان شرقی فرستاده شد و در رشته مهندسی الکترونیک در آلمان شرقی فارغ‌التحصیل شد. وی در سال ۱۹۹۰ میلادی، موفق به دریافت درجه دکترا در رشته ارتباطات بی‌سیم شد.
وی تا قبل از جدا شدن از حکومت اسد، به مدت ۲۰ سال استاد دانشگاه نظام و رئیس آکادمی مهندسی نظامی در شهر حلب بود.